# Ildefonso Sierra y Orantes
Ildefonso Sierra y Orantes (Granada, ca. 1820–Madrid, 1 de mayo de 1883) fue un ingeniero español.
Hijo de un coronel de ingenieros, ingresó en el cuerpo de Ingenieros, saliendo de la academia el primero de su promoción, de un total de diecisiete. En julio de 1843 vivió el sitio de Sevilla y fue destinado posteriormente a las órdenes del general Zarco del Valle, por indicación de este estudiaría ciencias físico-naturales, para lo que marchó a París en 1846. Regresaría al año siguiente, encargándose de la clase de física y química en la academia del cuerpo, que desempeñó hasta 1853. Más tarde fue destinado a Cádiz, donde ideó un sistema para el recalzo y reparación de las murallas de la ciudad, con el empleo de cales hidráulicas. A continuación trabajó en la construcción del segundo dique de carena de la Carraca, entre 1856 y 1861, además de proyectar y ejecutar la reforma del edificio observatorio astronómico de San Fernando. Tras esto se le destinaría a Castilla la Nueva y en la Dirección General.
Antes de marchar a París en 1846 se examinó en la Universidad Central de Madrid y obtuvo los grados de licenciado y de doctor en ciencias físico-matemáticas. Al crearse en 1846 la Real Academia de Ciencias Exactas, Físicas y Naturales, fue nombrado académico corresponsal y, más tarde, de número, para sustituir a Zarco del Valle, en 1869. Fue autor de Informe sobre la aplicación de la electricidad a la voladura de los hornillos de mina (1850), Examen de los diferentes sistemas de cimentación empleados en las construcciones hidráulicas (1857) o Proyecto de ensanche del segundo dique de carenas del arsenal de la Carraca (1865), además del discurso de recepción en la Real Academia de Ciencias.